# خربة سمارة
خربة سمارة (العبرية: ח'ירבת סמארה ह') هو موقع أثري يقع في الضفة الغربية. تقع بالقرب من مستوطنة عيناف الإسرائيلية، 9 كم شرق الطيبة.
تم مسح الموقع لأول مرة بواسطة صندوق استكشاف فلسطين في أواخر القرن التاسع عشر، ثم تم تحديده عن طريق الخطأ على أنه كنيسة. وفي الحفريات التي أجراها عالم الآثار الإسرائيلي إسحاق ماجن في عامي 1991 و1992، تم التعرف على الهيكل الموجود على الحافة الشرقية للموقع على أنه كنيس سامري. بالإضافة إلى ذلك، تم العثور على ميكفيه، وخزان، وبوابة مقوسة، وكهوف دفن، وهياكل عامة في الموقع.

## كنيس السامريين
تم بناء الكنيس السامري في القرن الرابع الميلادي. إنه مبنى مهيب بني في اتجاه الشرق والغرب، ويواجه جبل جرزيم، أقدس موقع في السامريين. وتبلغ الأبعاد الداخلية للكنيس 15 متراً طولاً و8.4 متراً عرضاً ومساحته 126 متراً مربعاً. يتكون من خمسة أجزاء: قاعة مركزية، نارتكس، أتريوم دائري، فناء وغرف إلى الشرق والجنوب. كانت القاعة، التي تتميز بفسيفساء أرضية كلاسيكية، محاطة بصفين من المقاعد على طراز المسرح. يوجد عمودان عند مدخل المبنى.
يعيد الكنيس استخدام البناء الحجري من مبنى عام روماني سابق، والذي تم اكتشافه تحته. وفي وسط الحائط الشرقي المواجه لجبل جرزيم تم بناء محراب. تم بناء الحنية في وقت لاحق عن بقية الكنيس، ربما في القرن الخامس الميلادي. وقد تم نحت حجر كبير عليه نقش بارز لتابوت التوراة شرقي الحنية؛ ويشبه شكله واجهات تابوت التوراة التي اكتشفت في المعابد اليهودية.
ربما يكون بناء الكنيس مرتبطًا ببابا رابا، وهو رئيس كهنة سامري يُقال إنه أعاد فتح وبناء المعابد اليهودية في جميع أنحاء السامرة. من المحتمل أن يكون الكنيس قد تم هجره بعد ثورة السامريين وربما تم تدميره في حريق. وفي نهاية العصر البيزنطي أو بداية العصر الإسلامي المبكر، جرت محاولة لتجديده، وتم وضع ألواح حجرية فوق الفسيفساء.

### فسيفساء سامارا
كانت فسيفساء سامارا مصنوعة من أحجار تيسيرية متعددة الألوان: الأبيض، الأسود، الرمادي، الأحمر، الأرجواني، الوردي، البني، البرتقالي، الخردلي، الأصفر، الأزرق الفاتح، الفيروزي (ربما الزجاجي)، الرمادي والأخضر والبيج. تعتبر الكثافة العالية للأحجار الموجودة في الفسيفساء، والتي تصل إلى 400 حجر لكل ديسيمتر مربع، نادرة وتحتل المرتبة الأولى بين أعلى الكثافة التي تم إنشاؤها في المنطقة خلال العصر البيزنطي.
تنقسم سجادة القاعة الرئيسية للمعبد إلى لوحين مربعين محاطين بإطارات من ميداليات أوراق الأزاليات. تحتوي ميداليات اللهاية على تصاميم للمحاصيل الزراعية والأدوات والأشياء. التصميم طبيعي ودقيق بشكل فريد. وكان الصف الشمالي مزينًا بغصن يحمل لوزًا، وحزمًا من القمح، وأغصانًا من العنب على شكل حامل ثلاثي القوائم، وغصن يحمل رمانًا، وأغصان زيتون، وتينًا على غصن، وإبريقًا يسكب فيه النبيذ الأحمر في صحن، وأغصانًا تحمل ورودًا حمراء حوله. ويصور الصف الأوسط من الميداليات بين السجادتين أشجار النخيل، وسنابل النخيل، والمنجل. تشتمل الميداليات الموجودة في الصف الجنوبي على فرع من المشمش وفرع من الخوخ وفرع من الصنوبر الصنوبري يحمل العديد من مخاريط الصنوبر.
تم أخذ الفسيفساء من موقعها لغرض الحفاظ عليها؛ وهي معروضة الآن في متحف السامري الصالح بالقرب من معاليه أدوميم.

## معرض الصور

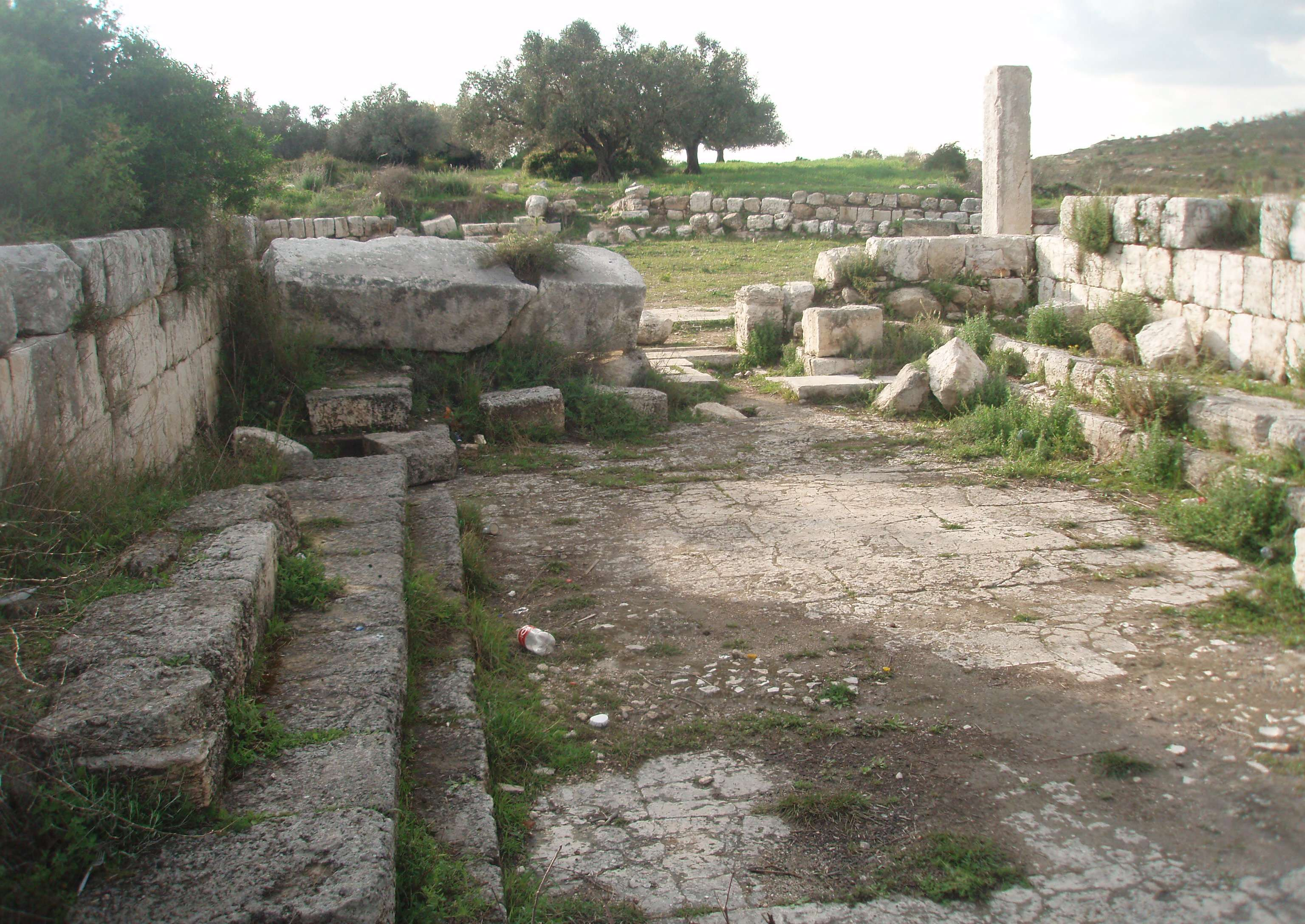
داخل الكنيس
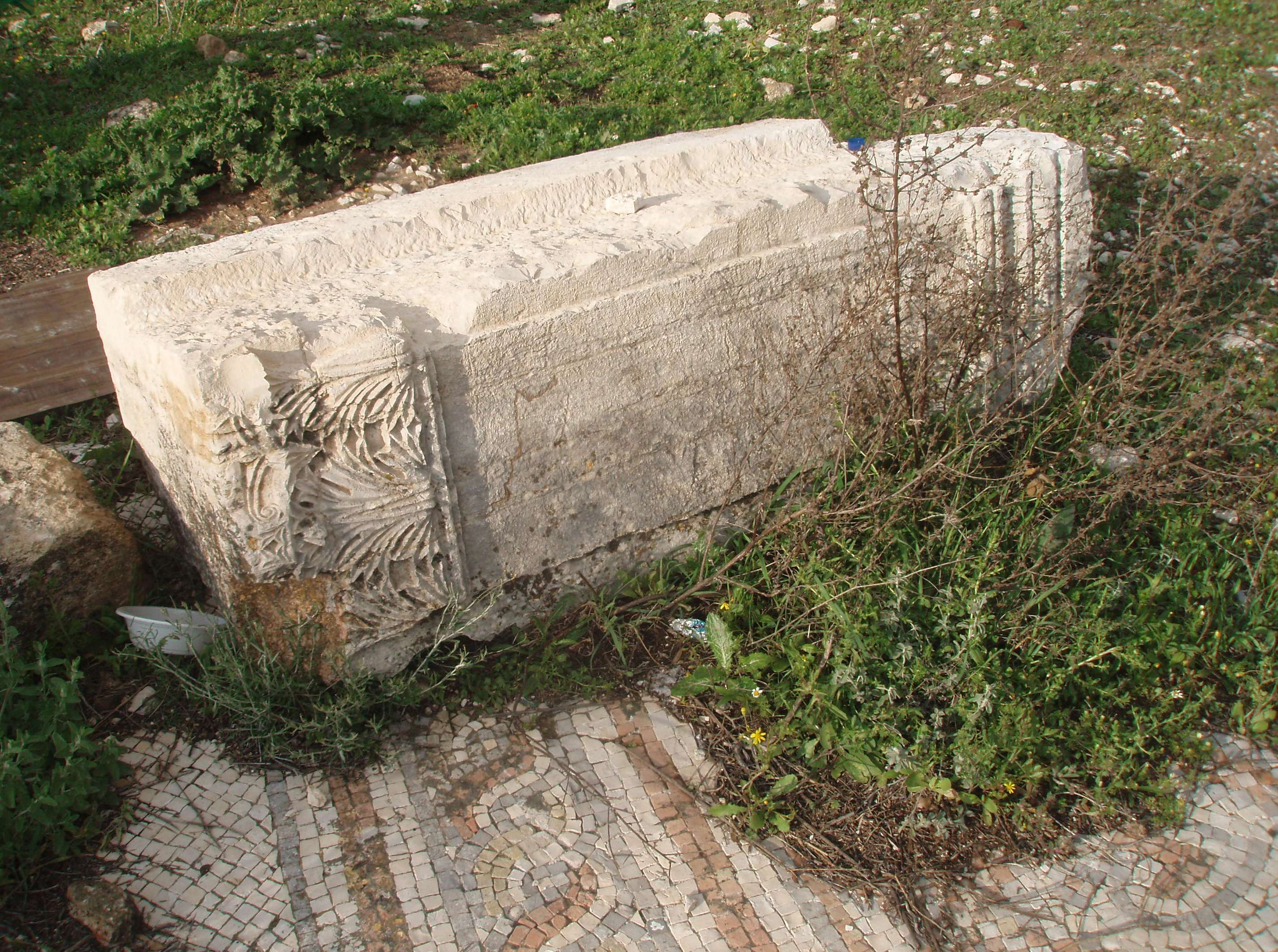
بقايا معمارية
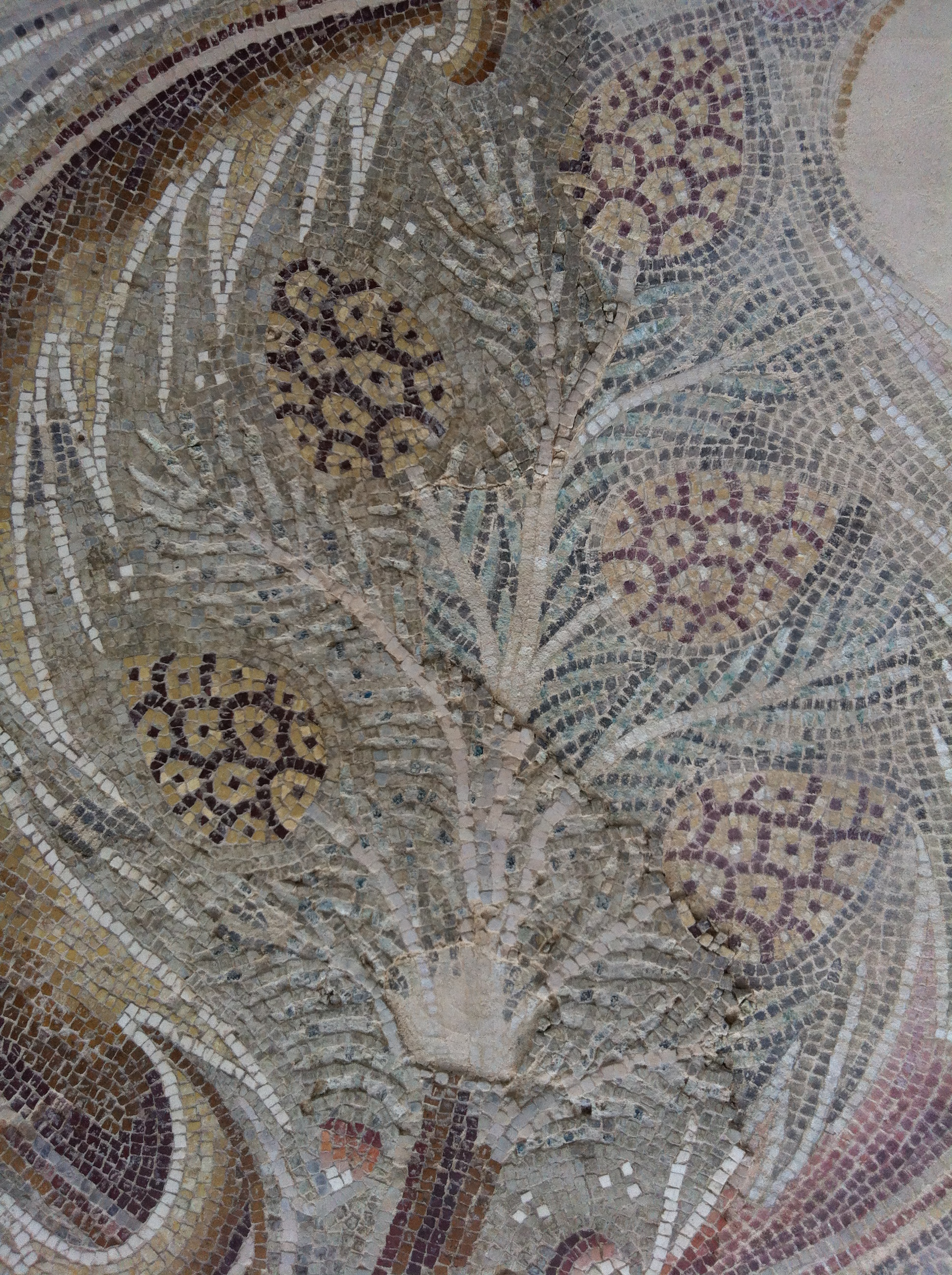
فسيفساء سامارا: فرع من أقماع الصنوبر
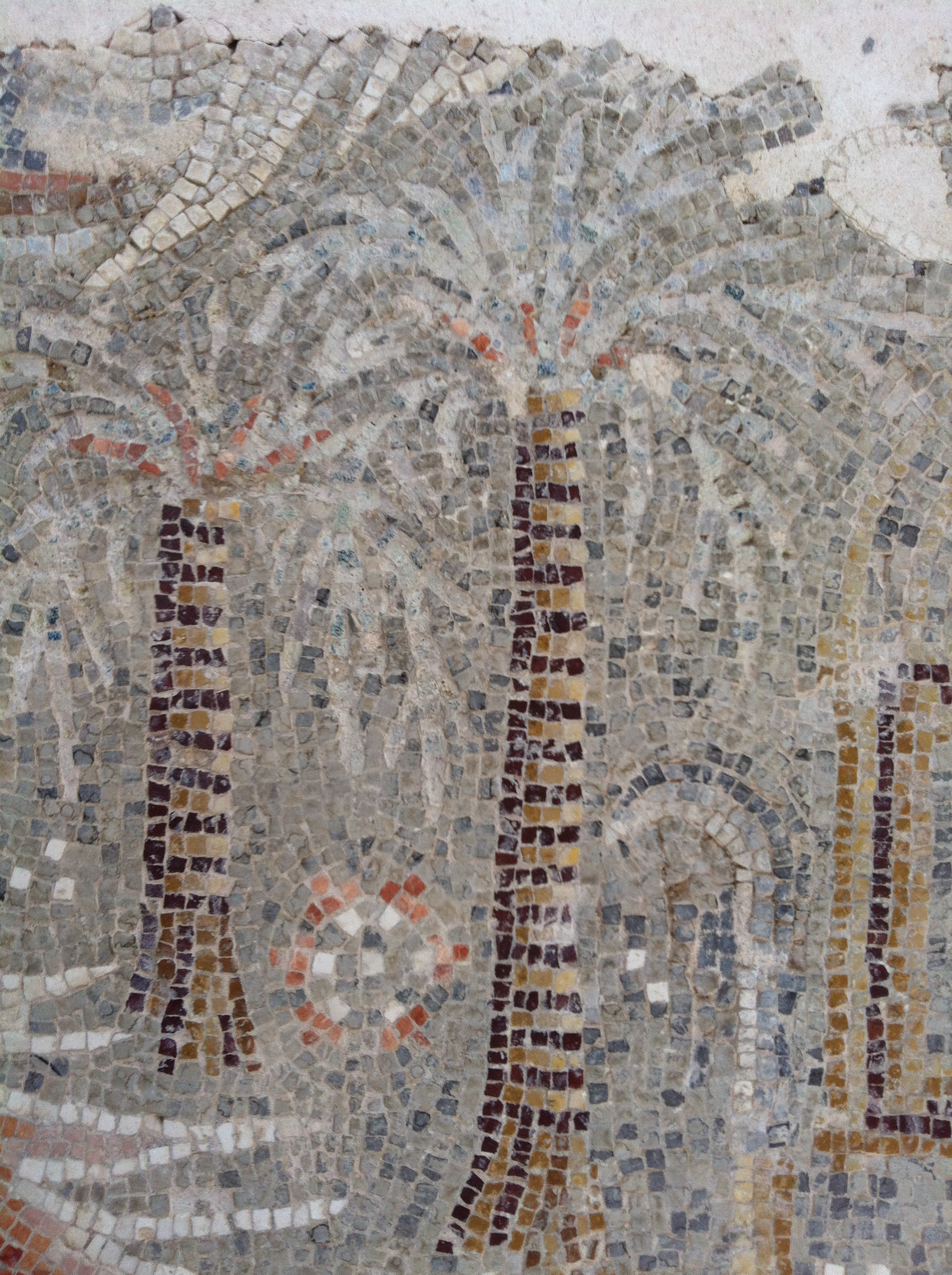
أشجار النخيل
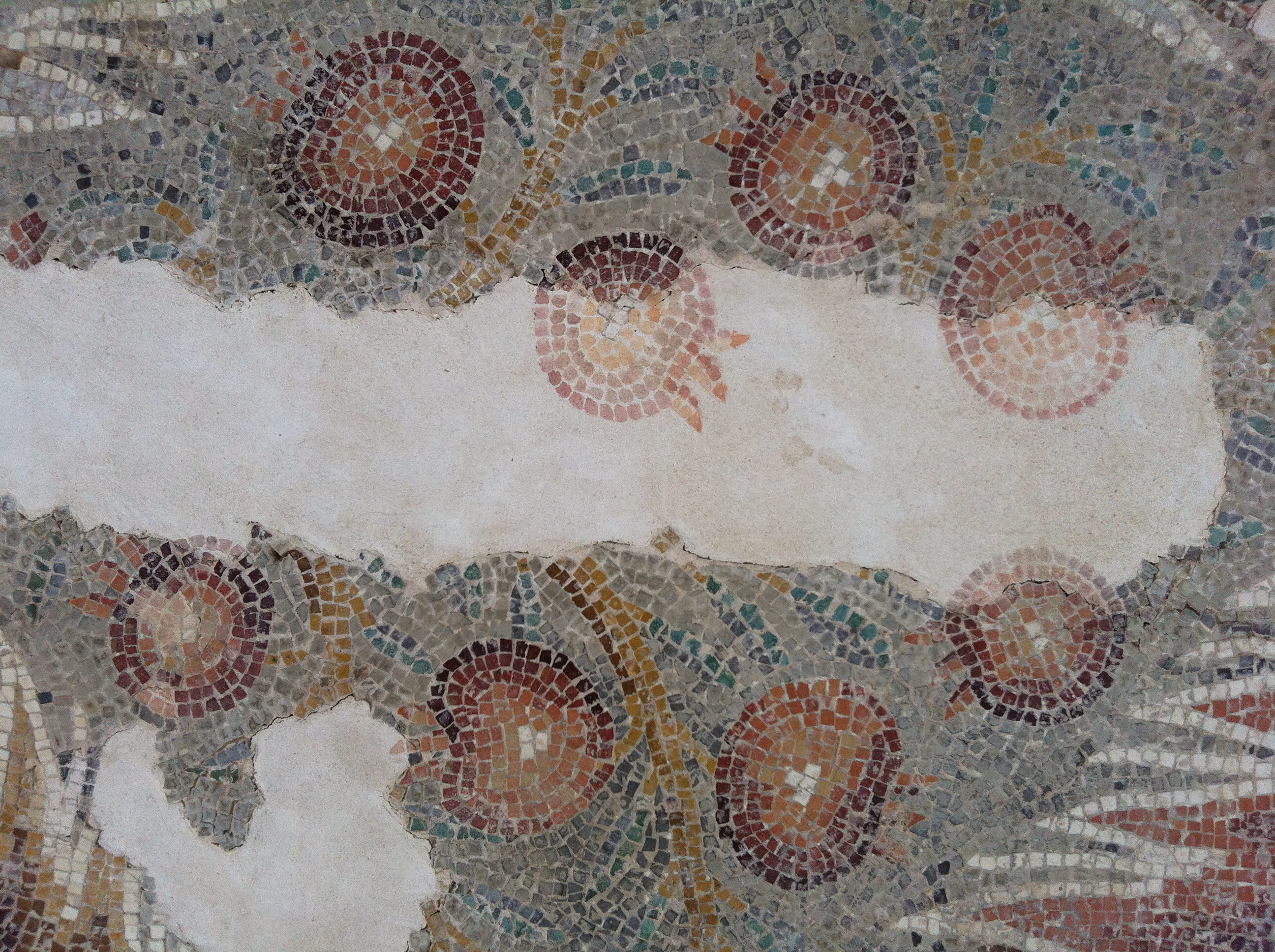
الرمان
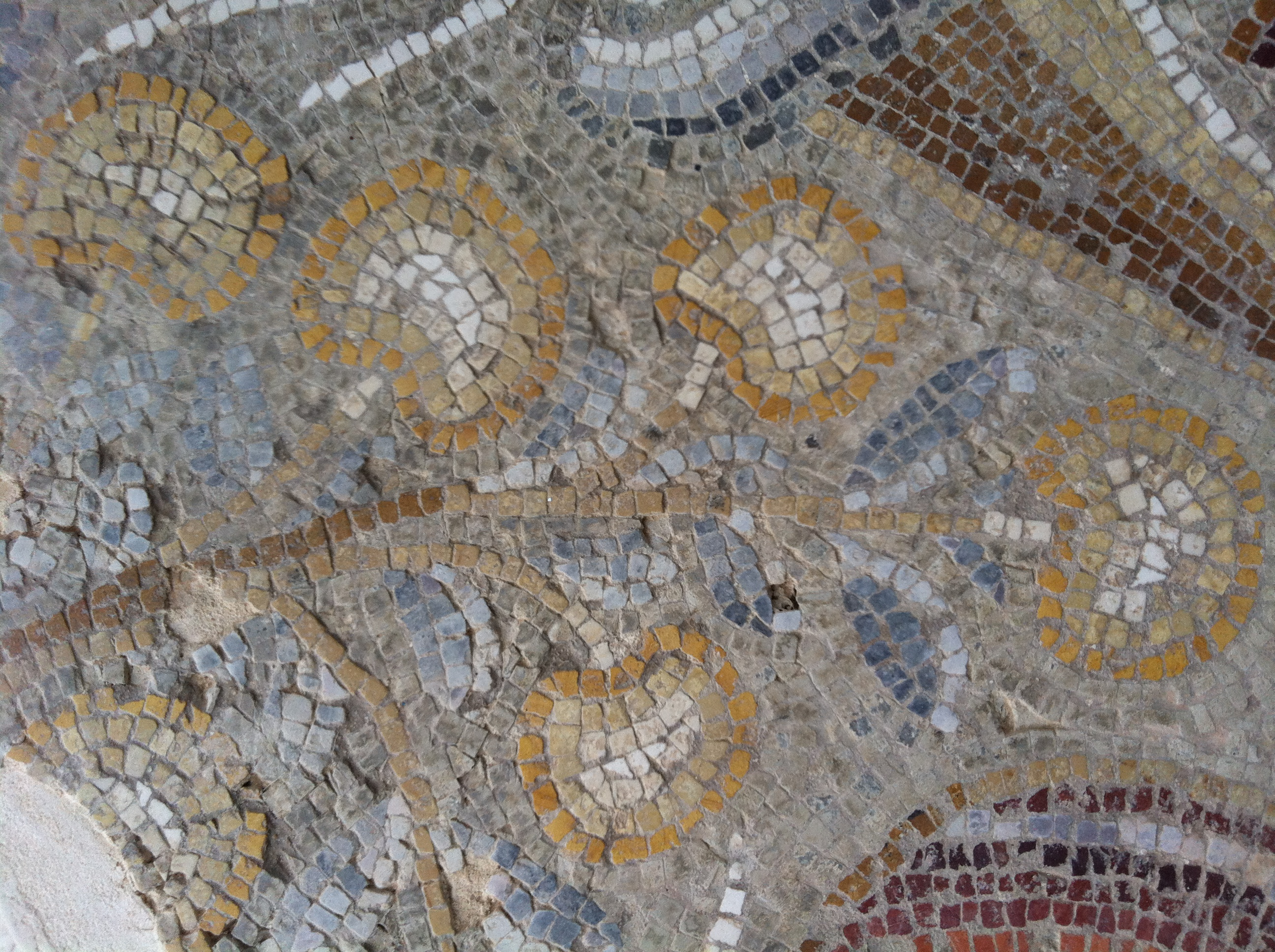
فرع المشمش
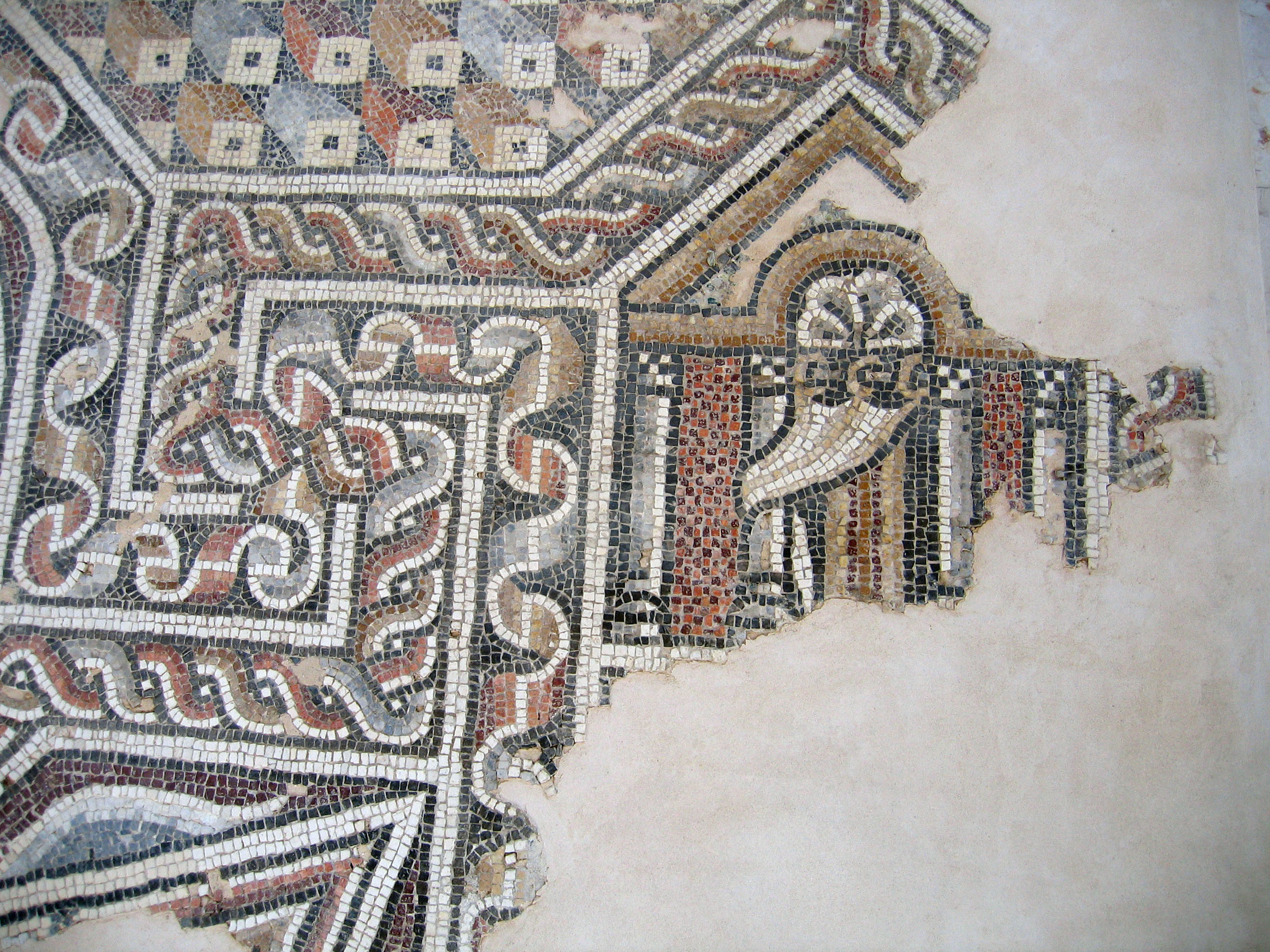
تابوت الكنيس

## روابط خارجية
- مسح غرب فلسطين، الخريطة 11: سلطة الآثار الإسرائيلية، ويكيميديا كومنز